# 線型代数群
数学において、線型代数群（せんけいだいすうぐん、英: linear algebraic group）とは、 n 次正則行列の全体が（行列の積に関して）成す群（すなわち一般線型群）の部分群であって、それが多項式系によって定義されるものを総称して言う。例えば M′M = 1 という関係式で定義される直交群は線型代数群である。（ここで M′ は行列 M の転置。）
多くのリー群は実数体あるいは複素数体上の線型代数群としてみることができる。（例えば、すべてのコンパクトリー群や単純リー群 SLn(R) といった多くの非コンパクト群は R 上の線型代数群と見做せる。）単純リー群はヴィルヘルム・キリングとエリー・カルタンによって1880年代から1890年代にかけて分類された。当時は群構造が多項式で定義されている——代数群である——という事実が特別に利用されることはなかった。マウラー、シュヴァレー、コルチン などが代数群の理論の創始者である。1950年代にアルマン・ボレルは今日存在する代数群の理論の多くを築いた。
シュヴァレー群の定義は初期におけるこの理論の用途のひとつであった。

## 例
正の整数 n に対して、 n 次正則行列から成る体 k 上の一般線型群 GLn は k 上の線型代数群である。これは
{\displaystyle \left[{\begin{array}{cccc}1&*&\dots &*\\0&1&\ddots &\vdots \\\vdots &\ddots &\ddots &*\\0&\dots &0&1\end{array}}\right]} や {\displaystyle \left[{\begin{array}{cccc}*&*&\dots &*\\0&*&\ddots &\vdots \\\vdots &\ddots &\ddots &*\\0&\dots &0&*\end{array}}\right]}
という形の行列から成る部分群
{\displaystyle \mathbf {U} _{n}\subset \mathbf {B} _{n}\subset \mathbf {GL} _{n}}
を含む。群 Gm = GL1 は乗法群 multiplicative group と呼ばれる。すなわち、群 Gm(k) は体 k のゼロでない元が乗法に関して成す群 k* である。加法群 additive group Ga——Ga(k) = k（加法に関して）——も行列群として表すことができる：例えば GL2 の
{\displaystyle {\begin{bmatrix}1&*\\0&1\end{bmatrix}}}
という形の行列から成る部分群 U2 として。
乗法群と加法群という、この二つの基本的な可換線型代数群は（代数群としての）線型表現に関して非常に異なった振る舞いをする。乗法群 Gm のすべての表現は既約表現の直和である。（それらの既約表現はすべて1次元で、ある整数 n によって x ↦ xn という形で表される。）対照的に、加法群 Ga の唯一の既約表現は自明表現である。したがって、すべての Ga の表現は自明表現による拡大の反復であり、（表現が自明なときを除いて）それらの直和ではない。線型代数群の構造定理は線型代数群をこれら二つの基本的な群と（後述する）その一般化であるトーラスとべき単群の観点から分析する。

## 定義
代数的閉体 k に関して、k 上の代数多様体 X に関する構造の多くはその k 有理点の集合 X(k) にエンコードされていて、それにより線型代数群を初等的に定義することができる。まず、抽象群 GLn(k) から k への関数が正則 regular であるとは、それが n 次正方行列 A の成分と 1/det(A) の多項式としてかけることをいう。ここで det は行列式である。すると、G が体 k 上の線型代数群 linear algebraic group とは、ある自然数 n に関する抽象群 GLn(k) の部分群 G(k) である。ここで G(k) は適当な正則関数のなす集合の零点として定義される。
任意の体 k に関して、k 上の代数多様体は k 上のスキームの特別な場合として定義される。スキームの言葉では、体 k 上の線型代数群 G とは、ある自然数 n に関する体 k 上の GLn の滑らかな閉部分群スキームである。特に G は GLn 上の適当な正則関数のなす集合の零点として定義され、これらの関数は「任意の可換 k 多元環 R に対して G(R) は抽象群 GLn(R) の部分群である」と言う性質を満たさなくてはならない。（したがって、k 上の代数群 G は単に抽象群 G(k) ではなくて、むしろ可換 k 多元環 R に対する群 G(R) の族全体である——これが関手的観点からスキームを記述する哲学である。）
どちらの言葉を用いるにせよ、線型代数群に関する準同型 homomorphism の概念がある。例えば、k が代数的閉体のときは、G ⊂ GLm から H ⊂ GLn への準同型は抽象群に関する準同型 G(k) → H(k) であって、G 上の正則関数で定義されるものである。これにより k 上の線型代数群は圏をなす。特に、これにより線型代数群の同型とは何を意味するのかが定まる。
スキームの言葉を用いると、体 k 上の線型代数群 G は特に k 上の群スキーム group scheme である。つまり、k 上のスキームであって k 有理点 1 ∈ G(k) と k 上の射
{\displaystyle m\colon G\times _{k}G\to G,\;i\colon G\to G}
を持ち、群の積と逆に関する通常の（結合律・単位元・逆元に関する）公理を満たす。さらに線型代数群は滑らかで k 上有限型であり、アフィン・スキームである。逆に、どんな体 k 上の有限型アフィン群スキームもある自然数 n に関して k 上 GLn への忠実表現を持つ。例としては上述の加法群 Ga の GL2 への埋め込みがある。その結果、線型代数群を行列群、あるいはより抽象的に体上の滑らかなアフィン群スキームと思うことができる。（「線型代数群」という用語を体上の有限型アフィン群スキームの意味で使う著者もいる。）
線型代数群を十分に理解するためには、より一般の（滑らかでない）群スキームを考える必要がある。例えば、k を標数 p > 0 の代数的閉体とする。このとき x ↦ xp で定義される準同型 f: Gm → Gm は抽象群としての同型 k* → k* を誘導するが、f は代数群としての同型ではない（なぜなら x1/p は正則関数ではないから）。群スキームの言葉を用いると、f が同型でないより明快な理由がある：f は全射であるが、非自明な核 μp（1の p 乗根からなる群スキーム）を持つ。このような問題は標数ゼロのときには生じなかった。実際、標数ゼロの体 k 上の有限型群スキームは k 上滑らかである。体 k 上の有限型群スキームが k 上滑らかである必要十分条件はそれが絶対被約 geometrically reduced、つまり {\displaystyle {\bar {k}}} を k の代数的閉包としたとき底変換 base change {\displaystyle G_{\bar {k}}} が被約であることである。
アフィン・スキーム X はその正則関数のなす環 {\displaystyle {\mathcal {O}}(X)} により決定されるので、体 k 上のアフィン群スキーム G もその環 {\displaystyle {\mathcal {O}}(G)} と（G の積と逆に由来する）ホップ代数構造により決定される。これは k 上のアフィン群スキームの圏と k 上の可換ホップ代数の圏の間の（矢印を反対にする）圏同値を与える。例えば、乗法群 Gm = GL1 に対応するホップ代数はローラン多項式環 k[x, x−1] であり、余積は x ↦ x ⊗ x で与えられる。

### 基本的な概念
体 k 上の線型代数群 G に対して、単位成分 identity component {\displaystyle G^{\circ }} （点 1 を含む連結成分）は指数有限な正規部分群である。よって群の拡大
{\displaystyle 1\to G^{\circ }\to G\to F\to 1}
がある。ここで F は有限代数群である。（代数的閉体 k に対して、F は抽象有限群と同一視できる。）このため、代数群の研究の多くは連結群に焦点を合わせている。
抽象群論における様々な概念は線型代数群へ拡張できる。線型代数群が可換・べき零・可解であるとは何を意味するかを定義するのは、抽象群論における定義の類似から、単純である。例えば、線型代数群が可解 solvable であるとは、線型代数部分群からなる組成列であって、その商群が可換となるものを持つことである。同様に、線型代数群 G の閉部分群 H に対し、その正規化群・中心・中心化群は自然に G の閉部分群スキームと見做せる。もしそれらが k 上滑らかならば、上で定義した線型代数群である。
体 k 上の連結線型代数群 G が持つ性質は抽象群 G(k) によってどの程度決定されるのかを問うことができる。この方面における有益な結果として、もし体 k が完全（例えば標数 0 ）、あるいは G が簡約（後述）ならば、G は k 上単有理的 unirational であるというものがある。加えて k が無限体ならば群 G(k) は G においてザリスキー稠密 Zariski dense である。例えば、上述の仮定の下で、G が可換・べき零・可解である必要十分条件は G(k) が対応する性質を持つことである。
連結性の仮定をこれらの結果から除くことはできない。例えば G を有理数 Q 上の 1 の立方根の成す群 μ3 ⊂ GL1 とする。すると G は G(Q) = 1 なる Q 上の線型代数群で G においてザリスキー稠密でない。なぜなら {\displaystyle G({\bar {\mathbf {Q} }})} は位数 3 の群であるから。
代数的閉体上では、代数群に関して代数多様体としてより強い結果がある：代数的閉体上のすべての連結線型代数群は有理多様体である。

## リー代数と代数群
代数群 G のリー代数 {\displaystyle {\mathfrak {g}}} はいくつかの等価な方法で定義される：単位元 1 ∈ G(k) における接空間 T1(G) として、あるいは左不変導分のなす空間として。k が代数的閉体のとき、G の座標環の k 上の導分 {\displaystyle D\colon {\mathcal {O}}(G)\to {\mathcal {O}}(G)} が左不変 left-invariant であるとは
{\displaystyle D\lambda _{x}=\lambda _{x}D}
がすべての x ∈ G(k) に対して成り立つことをいう。ここで {\displaystyle \lambda _{x}\colon {\mathcal {O}}(G)\to {\mathcal {O}}(G)} は x の左からの乗法により誘導される。任意の体 k に関して、導分の左不変性も類似の線形写像 {\displaystyle {\mathcal {O}}(G)\to {\mathcal {O}}(G)\otimes {\mathcal {O}}(G)} の等式によって定義される。導分の括弧積は [D1, D2] = D1D2 − D2D1 によって定義される。
よって G から {\displaystyle {\mathfrak {g}}} への移行は a process of differentiation である。元 x ∈ G(k) に対して、共役写像 G → G, g ↦ xgx−1 の 1 ∈ G(k) での導分は {\displaystyle {\mathfrak {g}}} の自己同型であり、随伴表現
{\displaystyle \operatorname {Ad} \colon G\to \operatorname {Aut} ({\mathfrak {g}})}
を与える。
標数ゼロの体上において、線型代数群 G の連結部分群 H はリー代数 {\displaystyle {\mathfrak {h}}\subset {\mathfrak {g}}} により一意的に定まる。しかし {\displaystyle {\mathfrak {g}}} のリー部分代数すべてが G の代数部分群と対応するわけではない。（C 上のトーラス G = (Gm)2 がそのような例である。）正標数の場合には、同じリー代数を定める G の連結部分群はいくつも存在し得る。（重ねてトーラス G = (Gm)2 がそのような例である。）このような理由で、代数群のリー代数は重要ではあるものの、代数群の構造論にはより大域的な道具立てが必要とされる。

## 半単純元とべき単元
代数的閉体 k に関して、行列 g ∈ GLn(k) は対角化可能であるとき半単純 semisimple と呼ばれ、g − 1 がべき零であるときべき単 unipotent と呼ばれる。言い換えると、 g がべき単であるのは g のすべての固有値が 1 と等しいことである。正則行列の乗法的ジョルダン分解はすべての行列 g ∈ GLn(k) が積 g = gs gu として一意的に書けると述べている。ここで gs は半単純、 gu はべき単であり、gs と gu は互いに可換である。
任意の体 k に関して、元 g ∈ GLn(k) は k の代数的閉包上で対角化可能であるとき半単純という。体 k が完全であるとき、元 g の半単純成分とべき単成分もまた GLn(k) に属する。最後に、体 k 上の任意の線型代数群 G ⊂ GLn に対して、 G の k 値点は GLn(k) 内の半単純元あるいはべき単元であるとき、半単純あるいはべき単と定める。（これらの性質は G の忠実表現の取り方に依存しない。）体 k が完全であるとき、k 値点の半単純成分とべき単成分もまた G に属する。すなわち、すべての元 g ∈ G(k) は G(k) において積 g = gs gu として一意的に書ける（ジョルダン分解 Jordan decomposition）。ここで gs は半単純、 gu はべき単であり、gs と gu は互いに可換である。これによって G(k) の共役類を記述する問題は半単純な場合とべき単の場合に還元される。

## トーラス
代数的閉体 k 上のトーラス torus とは (Gm)n と同型な群を指す。ここで n はある自然数であり、 (Gm)n は k 上の乗法群 Gm の n 個のコピーの直積である。線型代数群 G に対して、 G の極大トーラス maximal torus とは G に含まれるトーラスであって、より大きなトーラスに含まれていないものを指す。例えば、k 上の GLn に含まれる対角行列群は GLn の極大トーラスで (Gm)n と同型である。理論における基本的な結果は、代数的閉体 k 上において G のどんな極大トーラスも適当な G(k) の元によって互いに共役であるというものである。G の階数 rank は極大トーラスの次元を指す。
任意の体 k に関して、 k 上のトーラス torus T とは k 上の線型代数群であって、k の代数的閉包への底変換 base change {\displaystyle T_{\bar {k}}} がある自然数 n に対して {\displaystyle {\bar {k}}} 上 (Gm)n と同型であることを指す。k 上分裂トーラス split torus とは n はある自然数に対して k 上 (Gm)n と同型な群を指す。実数 R 上分裂しないトーラスの例としては
{\displaystyle \mathbf {T} =\{\,(x,y)\in \mathbf {A} _{\mathbf {R} }^{2}\mid x^{2}+y^{2}=1\,\}}
がある。ただし、群構造は複素数 x + iy の積によって与える。ここで T は R 上 1 次元のトーラスである。T(R) は円周群であり、抽象群としてすら Gm(R) = R* と同型でないので、これは分裂しない。
体 k 上のトーラスの任意の元は半単純である。逆に、もし G が連結線型代数群で {\displaystyle G({\bar {k}})} のすべての元が半単純であるならば G はトーラスである。
一般の基礎体 k 上の線型代数群 G に対して、すべての極大トーラスが G(k) の元によって互いに共役であるとは限らない。例えば、上述の乗法群 Gm や円周群 T は R 上 SL2 の極大トーラスとして現れる。しかし、 k 上の G に含まれるどんな極大分裂トーラス maixmal split tori （これはより大きな分裂トーラスに含まれていないものを指す）も適当な G(k) の元によって互いに共役である。その結果として、k 上の G の k-rank あるいは split rank を極大分裂トーラスの次元として定義することができる。
体 k 上の線型代数群 G の極大トーラス T に関して、グロタンディークは {\displaystyle T_{\bar {k}}} は {\displaystyle G_{\bar {k}}} の極大トーラスであることを示した。この結果から体 k 上の G に含まれる極大トーラスは、同型である必要はないが、同じ次元を持つ。

## べき単群
Un で k 上 GLn に含まれる対角成分がすべて 1 である上三角行列からなる群とする。体 k 上の群スキーム（例えば線型代数群）は、ある n に対して Un のある閉部分群スキームと同型であるとき、べき単 unipotent であるという。Un がべき零であることは簡単に確かめられる。よって、任意のべき単群スキームはべき零である。
体 k 上の線型代数群 G がべき単である必要十分条件は {\displaystyle G({\bar {k}})} のすべての元がべき単であることである。
GLn に含まれる上三角行列からなる群 Bn は半直積
{\displaystyle \mathbf {B} _{n}=\mathbf {T} _{n}\ltimes \mathbf {U} _{n}}
である。ここで Tn は diagonal torus (Gm)n である。より一般に、連結で可解な線型代数群はトーラスとべき単群の半直積 T ⋉ U である。
完全体（例えば、代数的閉体） k 上滑らかで連結なべき単群は、すべての商群が加法群 Ga と同型である組成列を持つ。

## ボレル部分群
ボレル部分群 Borel subgroups は線型代数群の構造論において重要である。代数的閉体 k 上の線型代数群 G に対して、G のボレル部分群とは滑らかで可解な連結（閉）部分群のなかで極大なものを指す。k 上の線型代数群 G は必ずボレル部分群を持つ。例えば、GLn の上三角行列からなる部分群 Bn はボレル部分群である。
理論における基本的な結果のひとつは、代数的閉体 k 上の連結群 G に含まれるどんなボレル部分群も適当な G(k) の元によって互いに共役であるというものである。（標準的な証明はボレルの不動点定理——連結可解群 G が代数的閉体 k 上の空でない完備多様体 X に正則に作用するならば、G の作用で固定される X の k 有理点が存在する——を使う。）GLn におけるボレル部分群の共役は、リー＝コルチンの定理に達する：GLn に含まれる滑らかな連結可解部分群は上三角行列群の部分群と GLn において共役である。
任意の体 k に関して、G のボレル部分群 B は k の代数的閉包 {\displaystyle {\bar {k}}} 上で {\displaystyle B_{\bar {k}}} が {\displaystyle G_{\bar {k}}} のボレル部分群である k 上の部分群と定義される。したがって G は k 上ではボレル部分群を持たないこともある。
G の閉部分群スキーム H に関して、商空間 G/H は k 上滑らかな準射影的スキームである。連結群 G の滑らかな部分群 P は G/P が k 上射影的（あるいは k 上固有的）であるとき放物型 parabolic という。ボレル部分群 B の重要な性質として、 G/B は旗多様体 flag variety と呼ばれる射影多様体になる。つまり、ボレル部分群は放物型部分群である。より精密には、代数的閉体 k に関して、ボレル部分群は G の極小放物型部分群に他ならない。逆に、ボレル部分群を含む任意の部分群は放物型である。したがって、固定したボレル群を含む G の線型代数部分群をすべて列挙することで、G の放物型部分群を G(k) 共役を除いてすべて列挙することができる。例えば、k 上の部分群 P ⊂ GL3 で上三角行列からなるボレル部分群 B3 を含むものは
- B3
- GL3
- {\displaystyle \left\{{\begin{bmatrix}*&*&*\\0&*&*\\0&*&*\end{bmatrix}}\right\}}
- {\displaystyle \left\{{\begin{bmatrix}*&*&*\\*&*&*\\0&0&*\end{bmatrix}}\right\}}

である。対応する等質射影多様体 projective homogeneous varieties GL3/P は、それぞれ
- 線型空間の鎖 {\displaystyle 0\subset V_{1}\subset V_{2}\subset \mathbf {A} _{k}^{3}\quad (\dim V_{i}=i)} すべてから成る旗多様体
- 点
- A3 に含まれる直線（一次元部分空間）の射影空間 P2
- A3 に含まれる平面の双対射影空間 P2

である。

## 半単純群と簡約群
代数的閉体上の連結線型代数群 G が半単純 semisimple であるとは、G のどんな滑らかで連結な可解正規部分群も自明であることを指す。より一般に、代数的閉体上の連結線型代数群 G が簡約 reductive であるとは、G のどんな滑らかで連結なべき単正規部分群も自明であることを指す。（簡約群に連結性を要請しない著者もいる。）半単純群は簡約群である。任意の体 k 上の群 G が半単純あるいは簡約であるとは、{\displaystyle G_{\bar {k}}} が半単純あるいは簡約であることを指す。例えば、適当な体 k 上の行列式 1 の n 次行列からなる群 SLn は半単純である一方、非自明なトーラスは簡約であるが半単純ではない。同様に、GLn も簡約であるが半単純でない（なぜならば中心 Gm が非自明で滑らかな連結可解正規部分群だから）。
任意のコンパクト連結リー群は複素化と呼ばれる複素簡約代数群を持つ。その上、この構成はコンパクト連結リー群と複素簡約群の同型類に対して一対一対応を与える。
体 k 上の線型代数群 G は半単純かつ非自明で k 上 G のどんな滑らかな連結正規部分群も自明であるとき、単純 simple （あるいは k-simple）と呼ばれる。（この性質を almost simple と呼ぶ著者もいる。）この用語は抽象群のものとは僅かに異なっており、単純代数群は非自明な中心を持つことがある（ただし中心は必ず有限になる）。例えば、2 以上の整数 n と体 k に関して、k 上の群 SLn は単純で、その中心は 1 の n 乗根の群スキーム μn である。
完全体 k 上の連結線型代数群 G は簡約群 R の滑らかな連結べき単群 U による（一意的な）拡大である：
{\displaystyle 1\to U\to G\to R\to 1.}
U は G のべき単根基 unipotent radical と呼ばれる。もし k の標数がゼロならば、より精密にレビ分解 Levi decomposition を持つ：k 上の線形代数群 G は簡約群のべき単群による半直積 R ⋉ U である。

## 簡約群の分類
簡約群は実際問題として現れる古典群——GLn, SLn, 直交群 SOn, 斜交群 Sp2n——などの重要な線型代数群の多くを含んでいる。一方で、簡約群の定義は極めて「消極的」であり、多くを語ることができるのか明らかではない。驚くべきことに、クロード・シュヴァレーは代数的閉体上の簡約群の完全な分類を与えた：それらはルート・データによって決定される。特に、代数的閉体 k 上の単純群は（有限中心的部分群スキームによる商を除いて）そのディンキン図形によって分類される。特筆すべきことに、この分類は k の標数に依存しない。例えば、例外型リー群 G2, F4, E6, E7, E8 はどんな標数でも（さらに Z 上の群スキームとしてさえも）定義することができる。有限単純群の分類は多くの有限単純群が有限体 k 上の単純代数群かその亜種の k 有理点のなす群として生じると述べている。
体上の簡約群はトーラスとある単純群との直積の有限中心的部分群スキームによる商である。例えば
{\displaystyle \mathbf {GL} _{n}\cong (\mathbf {G} _{m}\times \mathbf {SL} _{n})/{\boldsymbol {\mu }}_{n}}
である。
任意の体 k に関して、簡約群 G は k 上の極大分裂トーラス（つまり、G に含まれる分裂トーラスであって、k の代数的閉包上でも極大である）を含むならば分裂 split するという。例えば、GLn はどんな体 k 上でも分裂簡約群である。シュヴァレーは分裂簡約群の分類はどんな体上でも同じであることを示した。それとは対照的に、任意の簡約群の分類は難しいこともあり、基礎体に依存する。例えば、体 k 上の任意の非退化二次形式 q は簡約群 SO(q) を定め、k 上の任意の中心的単純多元環 A は簡約群 SL1(A) を定める。その結果、k 上の簡約群の分類問題は本質的に k 上の二次形式や k 上の中心的単純多元環の分類問題を含んでいる。これらの問題は k が代数的閉体のときは易しいし、数体などいくつかの体上では理解されているが、任意の体上では多くの未解決問題がある。

## 応用

### 表現論
簡約群が重要である理由のひとつは表現論に由来する。べき単群が持つ任意の既約表現は自明である。より一般に、線型代数群 G をべき単群 U の簡約群 R による拡大
{\displaystyle 1\to U\to G\to R\to 1}
として書いたとき、G が持つ任意の既約表現は R を経由 factors through する。この事実は焦点を簡約群の表現論へと絞り込む。（ここで言う表現とは、G の〈代数群としての〉表現である。したがって、体 k 上の群 G に関して、表現とは k ベクトル空間であり、G の作用は正則関数で与えられている。それは重要である一方、実簡約群 G に対して群 G(R) の連続表現を分類する問題〔あるいは他の体上における類似〕とは異なる。）
シュヴァレーは体 k 上の分裂簡約群が持つ既約表現は有限次元であり、支配的ウェイトにより径数付けられることを示した。これはコンパクト連結リー群の表現論や複素半単純リー代数の表現論で起きていたことと同様である。標数がゼロである k に関して、これらの理論は本質的には等価である。特に、標数ゼロの体上の簡約群 G が持つ任意の表現は既約表現の直和であり、G が分裂しているならば、既約表現の指標はワイルの指標公式により与えられる。ボレル＝ヴェイユの定理は標数ゼロのとき簡約群 G が持つ既約表現の幾何学的構成を旗多様体 G/B 上の直線束の切断の空間として与える。
正標数 p の体上における（トーラスでない）簡約群の表現論はよく理解されているわけではない。この状況では、表現が既約表現の直和であるとは限らない。さらに、既約表現は支配的ウェイトで径数付けられるものの、その次元や指標は限られた場合にしか知られていない。Andersen, Jantzen & Soergel (1994) は群のコクセター数に対して標数 p が十分大きいときに（ルスティック予想を証明することで）これらの指標を決定した。小さな素数 p に対しては、未だ明瞭な予想すら存在しない。

### 群作用と幾何学的不変式論
線型代数群 G の体 k 上定義された代数多様体（あるいはスキーム）X への作用とは射 {\displaystyle G\times _{k}X\to X} であって群作用の公理系を満足するものを言う。他の種類の群論と同様、群は幾何学的対象の対称性として自然に生じるものであるから、群作用を調べることは重要である。
群作用の理論の一端として、幾何学的不変式論は線型代数群 G の代数多様体 X への作用の軌道全体の成す集合を記述する商多様体 X/G を構成することを目的とするものだが、これには様々な困難が生じる。たとえば X がアフィン代数多様体ならば X/G を 不変式環 O(X)G のスペクトル Spec O(X)G として構成しようと試みることはできるけれども、永田雅宜は「不変式環は必ずしも k-代数として有限生成でない」（したがって、不変式環のスペクトルも一般には代数多様体でないスキームとなる）というヒルベルトの第14問題に対する否定的解答を示した。肯定的な方向での解答として「G が簡約群ならば対応する不変式環が有限生成である」というハバッシュの定理が、標数 0 の場合にはヒルベルトと永田により証明されている。
簡約群 G が射影代数多様体 X に作用するとき、幾何学的不変式論にはさらに微妙な問題が含まれてくる。特に、その理論では X の「固定」点および「半固定」点 ("stable" and "semistable" points) からなる開部分集合を定めるが、そのための商射は半固定点集合上でしか定義されない。

## 関連概念
線型代数群の変種としていくつかの方向性が考えられる。逆写像 {\displaystyle i\colon G\to G} の存在を落とせば線型代数モノイドの概念が得られる。

### リー群
実数体 ℝ 上の線型代数群 G に対して、その実点全体の群 G(ℝ) はリー群である（これは本質的には G 上の乗法を記述する実係数多項式が滑らかな函数であることによる）。同様に複素数体 ℂ 上の線型代数群 G に対して G(C) は複素リー群となる。線型代数群の理論の多くは、リー群の理論の類似対応物として展開された。
リー群が必ずしも ℝ 上の線型代数群の構造を持つわけでないことの理由はいくつかある:
- 成分の群 G/Go（Go は単位成分）が無限群となるリー群 G は線型代数群として実現できない。
- ℝ 上の代数群 G は、線型代数群として連結であるにもかかわらず付随するリー群 G(ℝ) が連結でないということが起こり得る。連結の代わりに単連結群としても同様で、例えば代数群 SL(2) は任意の体上で単連結だが、対応するリー群 SL(2,ℝ) は整数の加法群 ℤ に同型な基本群を持つ。SL(2,ℝ) の二重被覆（これをメタプレクティック群（英語版）という）は ℝ 上の線型代数群と見なすことができないリー群である（より強く、H は忠実な有限次元表現を持たないことが言える）。
- Anatoly Maltsev（英語版） は任意の単連結冪零リー群が一意的な仕方で ℝ 上の冪単代数群 G と見なせることを示した[30]（代数多様体の場合と同じく、G は ℝ 上適当な次元のアフィン空間に同型である）。これと対照的に、単連結可解リー群で実代数群と見為せないものが存在する。例えば、半直積群 S1 ⋉ ℝ2 の普遍被覆 H は、その中心が ℤ に同型でこれは線型代数群ではないから、したがって H も ℝ 上の線型代数群と見ることはできない。

### アーベル多様体
アフィンでない代数群は非常に異なった振る舞いをする。特に、適当な体上の射影多様体となるような滑らかな連結群スキームをアーベル多様体と呼ぶ。線型代数群とは対照的に、任意のアーベル多様体は可換である。にも拘らず、アーベル多様体は豊かな理論を持つ。一次元アーベル多様体のことである楕円曲線の場合でさえ、その理論は数論において中心的であり、例えばフェルマーの最終定理などを含めた広い応用がある。

### 淡中圏
代数群 G の有限次元表現の全体に表現のテンソル積を考えた圏 RepG は淡中圏を成す。実は、適当な体上の「ファイバー函手」を持つ淡中圏はアフィン群スキームの圏に圏同値になる（体 k 上の任意のアフィン群スキームは、それが体 k 上の有限型群スキームの射影極限に書けるという意味で「副代数的」 (pro-algebraic) である）。例えば、マンフォード–テイト群の全体とモチーフ的ガロワ群の全体はこのような方法論を用いて構成される。（副-）代数群 G のある種の性質は、その表現全体の成す圏から読み取ることができる。例えば、標数 0 の体上で、RepG が半単純圏となるための必要十分条件は、G の単位成分が副簡約的であることである。

## 注
1. ↑  Kolchin 1948.
2. ↑  Milne 2017, Corollary 4.10.
3. ↑  Milne 2017, Corollary 8.39.
4. ↑  Milne 2017, Proposition 1.26(b).
5. ↑  Borel 1991b, p. 218, Theorem 18.2.
6. ↑  Borel 1991a, Corollary 18.4.
7. ↑  Borel 1991a, Remark 14.14.
8. ↑  Milne 2017, section 10.e.
9. ↑  Borel 1991a, section 7.1.
10. ↑  Milne 2017, p. 170, Theorem 9.18.
11. ↑  Borel 1991a, Corollary 11.3.
12. ↑  Milne 2017, p. 359, Corollary 17.25.
13. ↑  Springer 1998, p. 256, Theorem 15.2.6.
14. ↑  Borel 1991a, 18.2(i).
15. ↑  Milne 2017, Corollary 14.12.
16. ↑  Borel 1991a, Theorem 10.6.
17. ↑  Borel 1991a, Theorem 15.4(iii).
18. ↑  Borel 1991a, Theorem 11.1.
19. ↑  Milne 2017, Theorems 7.18 and 8.43.
20. ↑  Borel 1991a, Corollary 11.2.
21. ↑  Milne 2017, Definition 6.46.
22. ↑  Bröcker & tom Dieck 1985, pp. 151ff., section III.8.
23. ↑  Conrad 2014, section D.3.
24. ↑  Conrad 2014, after Proposition 5.1.17.
25. ↑  Conrad 2014, Proposition 5.4.1.
26. ↑  Springer 1998, 9.6.2 and 10.1.1.
27. ↑  Milne 2017, Lemma 19.16.
28. ↑  Milne 2017, Theorem 22.2.
29. ↑  Renner, Lex (2006), Linear Algebraic Monoids, Springer.
30. ↑  Milne (2017), Theorem 14.37.
31. ↑  Deligne & Milne (1982), Corollary II.2.7.
32. ↑  Deligne & Milne (1982), Remark II.2.28.